# Жепина
Жепина (словен. Žepina) — поселення в общині Целє, Савинський регіон, Словенія. 
Висота над рівнем моря: 257,5 м.